# Čamovce
Čamovce (węg. Csomatelke) – wieś (obec) na Słowacji położona w kraju bańskobystrzyckim, w powiecie Łuczeniec. Pierwsze wzmianki o miejscowości pochodzą z roku 1240. 
Według danych z dnia 31 grudnia 2012, wieś zamieszkiwało 598 osób, w tym 290 kobiet i 308 mężczyzn.
W 2001 roku rozkład populacji względem narodowości i przynależności etnicznej wyglądał następująco:
- Słowacy – 16,03%
- Romowie – 5,73%
- Węgrzy – 78,05%

Ze względu na wyznawaną religię struktura mieszkańców kształtowała się w 2001 roku następująco:
- Katolicy rzymscy – 96,56%
- Ewangelicy – 0,57%
- Ateiści – 1,53%
- Nie podano – 0,19%